# Anttila
Anttila (произносится А́нттила) — финский концерн розничной и сетевой торговли по продаже электроники, предметов быта, одежды и бытовой химии. Штаб-квартира — в Хельсинки.

## История
Концерн образован в 1952 году, а с 1995 по 2015 годы входил в состав Kesko.
Концерн владел в Финляндии 31 универмагом Anttila Kodin1.
19 июля 2016 года неожиданно объявил о банкротстве. Активы концерна выставлены на распродажу. Банкротство компании сказалось также на экономическом положении почты Финляндии.
В конце октября 2016 года часть имущества было выставлено на аукционную продажу.